# Gérard Balanche
Gérard Balanche, né le 18 janvier 1964 au Locle, est un ancien sauteur à ski suisse. Il est le père de Camille Balanche.

## Palmarès

### Jeux olympiques
| Édition / Épreuve | Petit tremplin | Grand tremplin | Par équipe |
| ----------------- | -------------- | -------------- | ---------- |
| JO 1988 Calgary   | 37e            | 30e            | 8e         |

### Championnats du monde
| Édition / Épreuve        | Petit tremplin | Grand tremplin |
| ------------------------ | -------------- | -------------- |
| Mondiaux 1987 Oberstdorf | 44e            | 17e            |
| Mondiaux 1989 Lahti      | 34e            | 49e            |

### Coupe du monde
- Meilleur classement final : 27e en 1987.
- 1 podium (3e place à Oslo)

| Saison/Classement | Général | Général | Tournée des 4 tremplins | Tournée des 4 tremplins |
| Saison/Classement | Class.  | Points  | Class.                  | Points                  |
| ----------------- | ------- | ------- | ----------------------- | ----------------------- |
| 1984-1985         | 37e     | 18      | -                       | -                       |
| 1986-1987         | 27e     | 27      | 10e                     | 666                     |
| 1987-1988         | 63e     | 6       | -                       | -                       |

### Autres
- 1er Championnat Suisse Elite 1987
- 1er Championnat d'Europe Master 2014-2015
- 1er Championnat du Monde Master 2016
- 2e Championnat du Monde Masters 2018
- 2e Championnat du Monde Masters 2019